# Frémonville
Ne doit pas être confondu avec Fromonville.
Frémonville est une commune française située dans le département de Meurthe-et-Moselle en région Grand Est.

## Géographie
- 1Carte dynamique
- 2Carte OpenStreetMap
- 3Carte topographique
- 4Carte avec les communes environnantes

| Gogney  | Richeval Moselle | Hattigny Moselle |
| Blâmont | Frémonville      |                  |
| Barbas  | Harbouey         | Tanconville      |

### Hydrographie
La commune est dans le bassin versant du Rhin au sein du bassin Rhin-Meuse. Elle est drainée par la Vezouze, le ruisseau de la Haie Vauthier, le ruisseau de l'Étang Gresson, le ruisseau de Voise et l'Herbas,.
La Vezouze, d'une longueur de 75 km, prend sa source dans la commune de Saint-Sauveur et se jette  dans la Meurthe à Rehainviller, après avoir traversé 24 communes. 

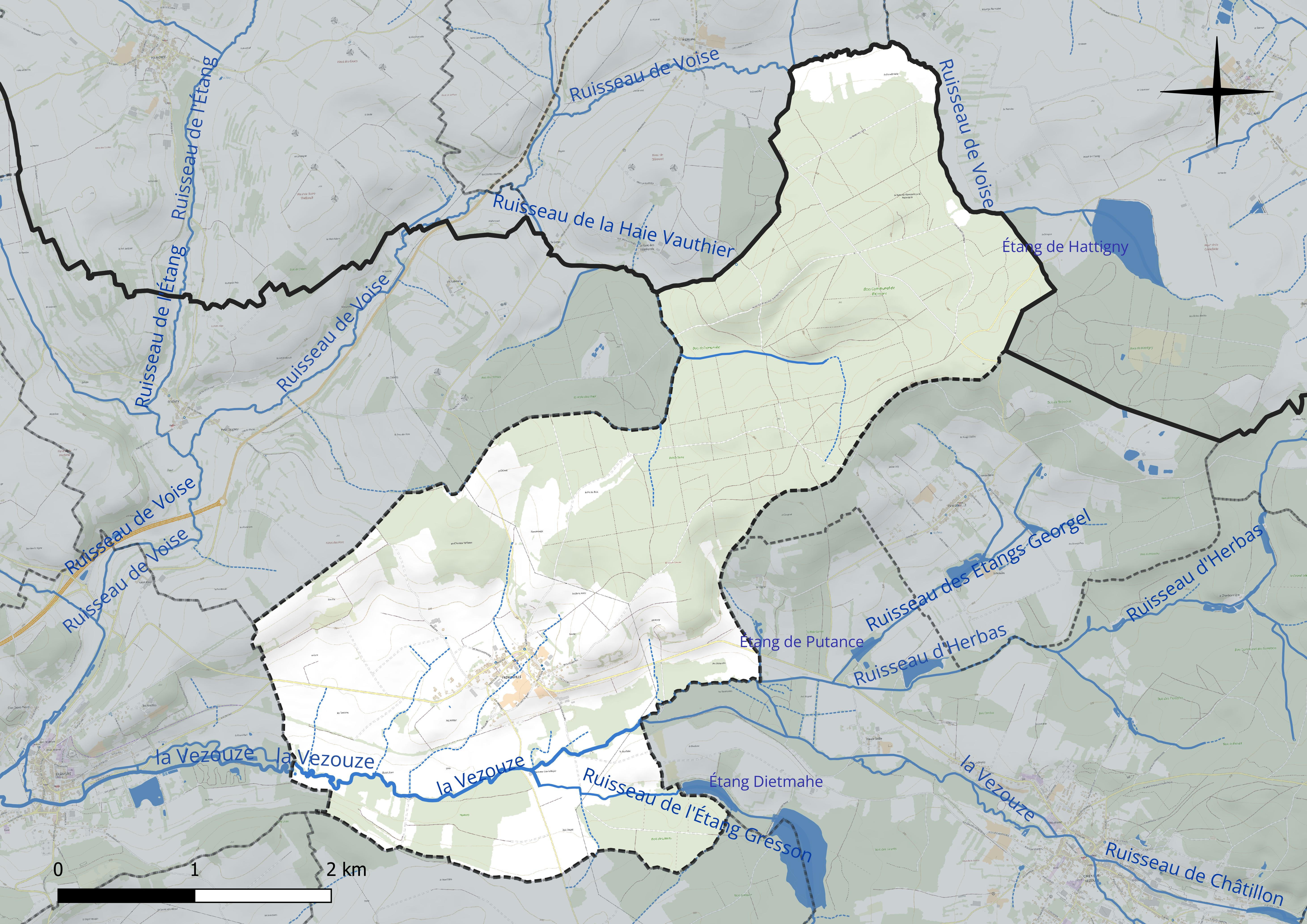
Réseau hydrographique de Frémonville.

Le ruisseau de Voise, d'une longueur de 15 km, prend sa source dans la commune de Hattigny et se jette  dans la Vezouze à Blâmont, après avoir traversé six communes. 

### Climat
Pour des articles plus généraux, voir Climat du Grand Est et Climat de Meurthe-et-Moselle.
En 2010, le climat de la commune est de type climat des marges montargnardes, selon une étude du Centre national de la recherche scientifique s'appuyant sur une série de données couvrant la période 1971-2000. En 2020, Météo-France publie une typologie des climats de la France métropolitaine dans laquelle la commune est exposée à un climat semi-continental et est dans la région climatique  Vosges, caractérisée par une pluviométrie très élevée (1 500 à 2 000 mm/an) en toutes saisons et un hiver rude (moins de 1 °C). 
Pour la période 1971-2000, la température annuelle moyenne est de 9,5 °C, avec une amplitude thermique annuelle de 16,8 °C. Le cumul annuel moyen de précipitations est de 981 mm, avec 12,8 jours de précipitations en janvier et 9,8 jours en juillet. Pour la période 1991-2020, la température moyenne annuelle observée sur la station météorologique de Météo-France la plus proche, « St Maurice », sur la commune de Saint-Maurice-aux-Forges à 10 km à vol d'oiseau, est de 10,5 °C et le cumul annuel moyen de précipitations est de 837,4 mm. 
La température maximale relevée sur cette station est de 39,2 °C, atteinte le 25 juillet 2019 ; la température minimale est de −19,9 °C, atteinte le 1er mars 2005,,. 
Les paramètres climatiques de la commune ont été estimés pour le milieu du siècle (2041-2070) selon différents scénarios d'émission de gaz à effet de serre à partir des nouvelles projections climatiques de référence DRIAS-2020. Ils sont consultables sur un site dédié publié par Météo-France en novembre 2022.

## Urbanisme

### Typologie
Au 1er janvier 2024, Frémonville est catégorisée commune rurale à habitat dispersé, selon la nouvelle grille communale de densité à sept niveaux définie par l'Insee en 2022.
Elle est située hors unité urbaine et hors attraction des villes,.

### Occupation des sols
L'occupation des sols de la commune, telle qu'elle ressort de la base de données européenne d’occupation biophysique des sols Corine Land Cover (CLC), est marquée par l'importance des forêts et milieux semi-naturels (59,7 % en 2018), une proportion identique à celle de 1990 (59,7 %). La répartition détaillée en 2018 est la suivante : 
forêts (59,6 %), terres arables (21,8 %), prairies (15 %), zones urbanisées (2,1 %), zones agricoles hétérogènes (1,3 %), milieux à végétation arbustive et/ou herbacée (0,1 %). L'évolution de l’occupation des sols de la commune et de ses infrastructures peut être observée sur les différentes représentations cartographiques du territoire : la carte de Cassini (XVIIIe siècle), la carte d'état-major (1820-1866) et les cartes ou photos aériennes de l'IGN pour la période actuelle (1950 à aujourd'hui).

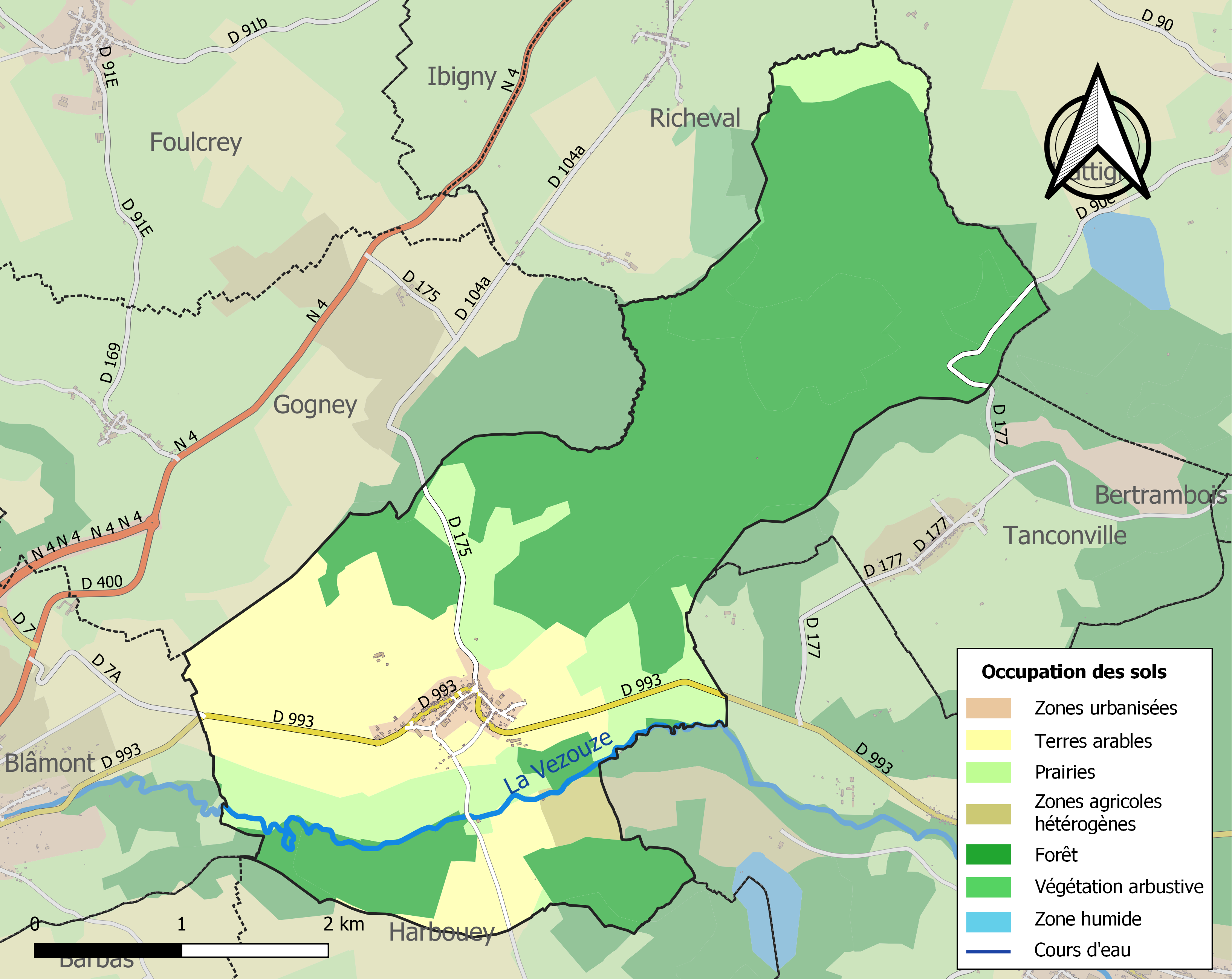
Carte des infrastructures et de l'occupation des sols de la commune en 2018 (CLC).

## Toponymie
Le nom de la localité est attesté sous les formes Fraimonvilla (1034) ; Fromonisvilla (1127-1168) ; Fromonvilla (XIIe siècle) ; Fromunville (1270) ; Fromontvilla (1277) ; Framonvile (1285) ; Fromonville (1332) ; Froumonville (1549) ; Fremetingen (1363).

## Histoire
- Présence gallo-romaine.
- Frémonville faisait partie au Moyen Âge, des domaines de la Maison de Salm, puis de Blâmont

Le comté de Blâmont ayant été réuni au duché de Lorraine en 1506
Après les terribles fléaux du XVIIe siècle qui ont ravagé la Lorraine, il ne restait plus aucun habitant à Frémonville et plus qu'un seul à Blémerey, à Repaix, Barbas, Autrepierre pendant la guerre de Trente Ans, vers 1636.
Une faïencerie est fondée en 1795 par Charles Jacquel, propriétaire de la faïencerie de Domèvre-sur-Vezouze. Décédé en 1812, la manufacture est rachetée en 1823 par la famille Pacotte, propriétaire de la faïencerie de Cirey-sur-Vezouze. L’activité semble cesser à Frémonville en 1829.

## Politique et administration
| Période                                  | Période  | Identité                                            | Étiquette | Qualité        |
| ---------------------------------------- | -------- | --------------------------------------------------- | --------- | -------------- |
| Les données manquantes sont à compléter. |          |                                                     |           |                |
| avant 1995                               | ?        | Jean-Paul Achterfeld                                |           |                |
| mars 2001                                | 2014     | André Camaille                                      |           |                |
| mars 2014                                | En cours | Jean-Louis Kippeurt, Réélu pour le mandat 2020-2026 |           | Ancien employé |

## Population et société

### Démographie
L'évolution du nombre d'habitants est connue à travers les recensements de la population effectués dans la commune depuis 1793. Pour les communes de moins de 10 000 habitants, une enquête de recensement portant sur toute la population est réalisée tous les cinq ans, les populations de référence des années intermédiaires étant quant à elles estimées par interpolation ou extrapolation. Pour la commune, le premier recensement exhaustif entrant dans le cadre du nouveau dispositif a été réalisé en 2006.

En 2022, la commune comptait 209 habitants, en évolution de +12,37 % par rapport à 2016 (Meurthe-et-Moselle : −0,13 %, France hors Mayotte : +2,11 %).
| 1793 | 1800 | 1806 | 1821 | 1831 | 1836 | 1841 | 1846 | 1851 |
| ---- | ---- | ---- | ---- | ---- | ---- | ---- | ---- | ---- |
| 465  | 524  | 580  | 283  | 634  | 734  | 739  | 156  | 730  |

| 1856 | 1861 | 1872 | 1876 | 1881 | 1886 | 1891 | 1896 | 1901 |
| ---- | ---- | ---- | ---- | ---- | ---- | ---- | ---- | ---- |
| 616  | 630  | 719  | 720  | 680  | 654  | 615  | 620  | 584  |

| 1906 | 1911 | 1921 | 1926 | 1931 | 1936 | 1946 | 1954 | 1962 |
| ---- | ---- | ---- | ---- | ---- | ---- | ---- | ---- | ---- |
| 529  | 507  | 398  | 365  | 362  | 347  | 280  | 246  | 268  |

| 1968 | 1975 | 1982 | 1990 | 1999 | 2006 | 2011 | 2016 | 2021 |
| ---- | ---- | ---- | ---- | ---- | ---- | ---- | ---- | ---- |
| 264  | 207  | 189  | 192  | 187  | 213  | 185  | 186  | 202  |

| 2022 | - | - | - | - | - | - | - | - |
| ---- | - | - | - | - | - | - | - | - |
| 209  | - | - | - | - | - | - | - | - |

## Culture locale et patrimoine

### Lieux et monuments
- Maison forte mentionnée en 1317, détruite par les Bourguignons en 1475.
- Donjon de l'ancienne maison forte du XVIe, remaniée au XVIIIe : tour carrée et échauguette.
- Église XIXe siècle.

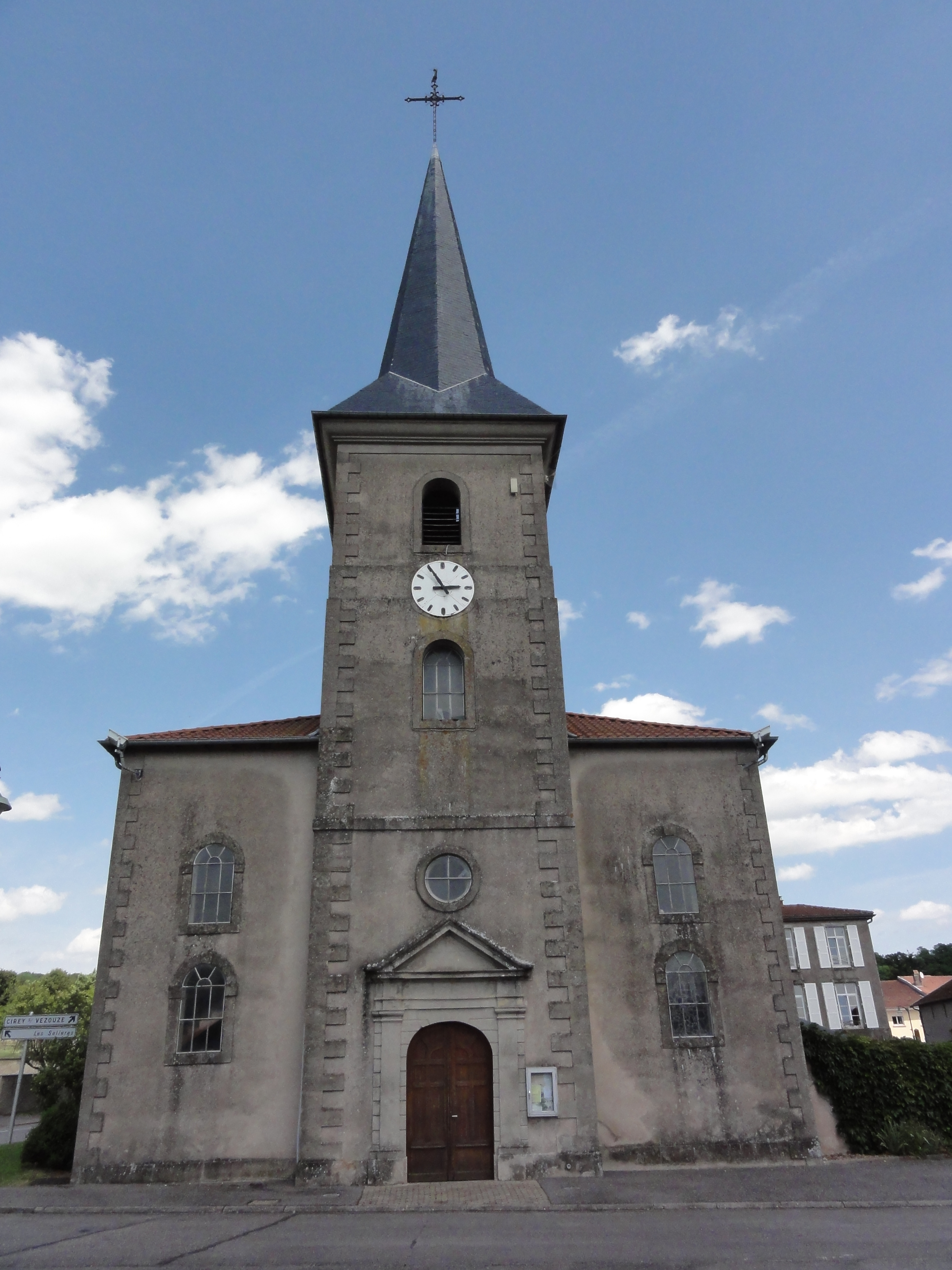
L'église.
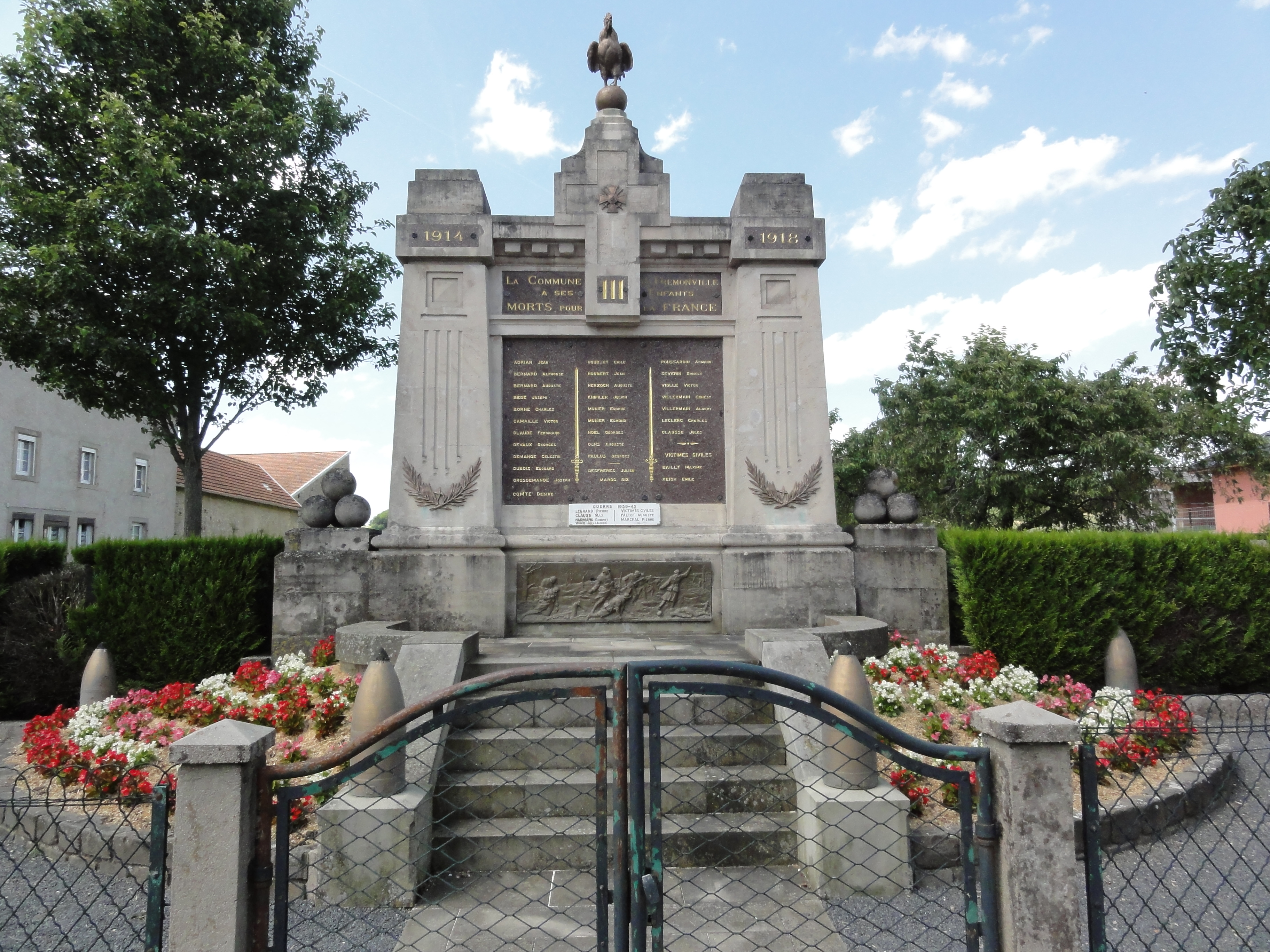
Monument aux morts.
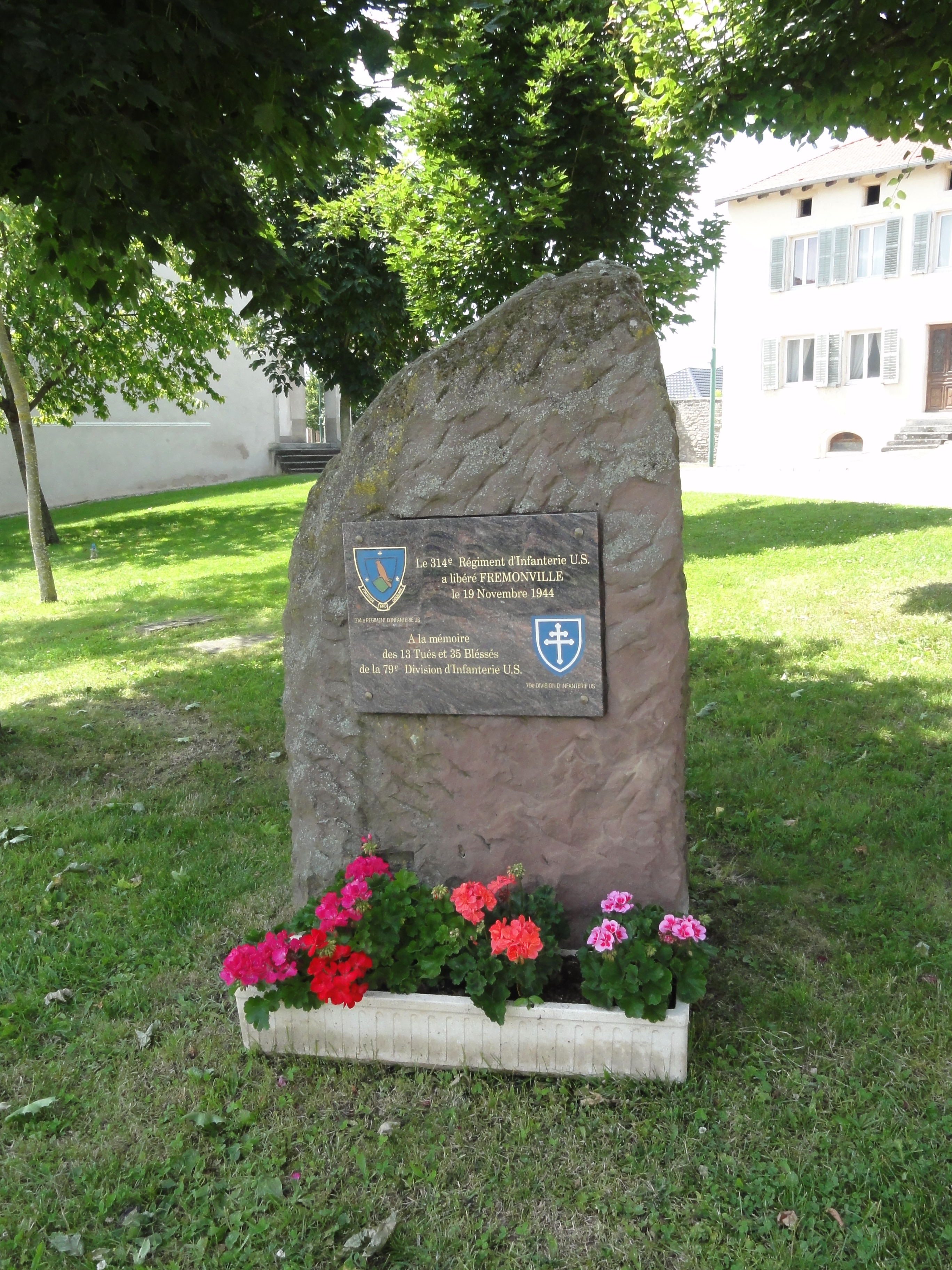
Stèle.

### Personnalités liées à la commune
- Louis Camaille. Née à Frémonville, elle fut la gouvernante du général et de Madame de Gaulle à La Boisserie. Le 14 juillet 1969, le général de Gaulle, retiré de la vie politique, et son épouse vinrent lui rendre visite à son domicile de Frémonville. À leur retour, le général de Gaulle et son épouse furent salués par les enfants de la commune.

### Héraldique
| Blason de Frémonville | Blason  | De gueules à la bande échiquetée d’argent et d’azur de deux tires, au chef d’or chargé de trois alérions de gueules. |
| Blason de Frémonville | Détails | Le statut officiel du blason reste à déterminer.                                                                     |